# Убице мог оца (6. сезона)
Шеста сезона криминалистичке телевизијске серије Убице мог оца је емитована од 18. фебруара до 
26. марта 2023. године. Шеста сезона садржи 12 епизода.

## Радња
Главна линија приче је директно суочавање Александра са Цурнајем, убицом његовог оца Милета.
Централна тема серијала је тешка болест зависности - коцка која уништава не само зависника већ његову породицу и људе који га воле...
Нашим новим главним ликовима, младићима Ненаду и Лаву коцка је одавно престала да буде забава тј. постала је центар света.
Кроз различите догађаје а на крају и злочин, пратимо како је лако прећи пут од почетничке среће, оправдања да се можда ради о лошим данима до тога кад се губи све - не само материјално, већ и пријатељи и породица а на крају и глава.
Инспектори роне кроз лажи манипулатора откривајући и сурови свет зеленаша који је неминовно повезан са животом патолошких коцкара. Кроз болну али и поучну причу пратимо како се руше животи и како је тешко изаћи из тог зачараног круга из кога се тешко вади иако коцкар до краја верује у ту могућност.
Паралелно, Предраг Марјановић постаје министар полиције и многи дугови из претходног живота стижу му на наплату... 

## Улоге

### Главне
- Вук Костић као Александар Јаковљевић
- Тихомир Станић као Предраг Марјановић
- Марко Јанкетић као Мирко Павловић
- Миодраг Радоњић као Зоран Јанкетић
- Нина Јанковић Дичић као Јелена
- Славко Штимац као Сава
- Марко Васиљевић као Горан Драгојевић
- Славиша Чуровић као Мишко

### Епизодне
- Иван Заблаћански као инспектор Влада Петровић
- Слобода Мићаловић као Дуња Дедовић
- Марко Гверо као Витко Белић
- Петар Божовић као Жеравица
- Никола Ристановски као Арбен Цурнај
- Ивана Дудић као Миланка Драговић
- Пеђа Марјановић као Невен Мирковић
- Аница Добра као Рада Антонијевић
- Милица Јанкетић као портпаролка полиције
- Мирјана Карановић као Загорка Обрадовић
- Војислав Брајовић као Вукашин Обрадовић
- Младен Совиљ као Михајло Обрадовић
- Иван Јевтовић као Гаши
- Славен Дошло  као Ненад Лапчевић
- Милан Колак као Лав Лукић
- Мина Совтић као Елена
- Соња Дамјановић као Магдалена Лукић
- Јелена Благојевић као Јована
- Исидора Грађанин као Тања
- Стефан Старчевић као Видан
- Бранимир Поповић као Рамадан
- Милош Влалукин као Димитрије Станић
- Александар Димитријевић као Цветин Радосављевић
- Тарик Филиповић као Крсто
- Сања Јовићевић као Кристина
- Иван Ђорђевић као Веселин "Вeса" Бајовић
- Јована Стевић као новинарка Даница
- Дафина Достанић као новинарка Дафина
- Дамјан Кецојевић др. Милутин Поповић
- Сара Цизељ као Хана Хоти
- Горан Шушљик као заступник Драгош
- Ивана Николић као Драгана
- Ивана Панзаловић као Марјановићева секретарица
- Наталија Влаховић као Љубица
- Гордана Ђурђевић Димић као медицинска сестра Мирјана
- Јован Вељковић као високи крупни болничар
- Срђан Милетић као адвокат Босић
- Наташа Балог као адвокатица Илић
- Тамара Максимовић као адвокатица Липовац
- Бранислав Зеремски као управник филијале поште
- Ивана Велиновић као Тамара
- Александар Неранџић као Бахрем
- Јован Бацковић као Оги
- Павле Јеринић као Бађо
- Горан Јокић као Томо
- Јован Торачки као Ненадов комшија
- Славица Станковић као Ненадова мајка
- Огњен Јовић као Цоле
- Коста Јовић као Сај
- Кристина Вулетић као Сташа
- Александар Петровић Колебанац као службени адвокат
- Небојша Ђорђевић као адвокат за некретнине
- Владимир Грбић као крупије
- Слободан Перишић као шанкер
- Александар Баошић као полицајац
- Мирослав Јовић као полицајац Станко
- Дејан Петошевић као полицајац портир
- Младен Кнежевић као полицајац Грбић
- Марко Недељковић као полицајац Ђукић
- Драгана Обрадовић као записничарка 1
- Јелена Матијашевић као записничарка 2
- Елмедин Краснићи као Циганчић
- Страхиња Костић као Циганчић
- Мохамед Сефај као Циганчић
- Јован Ранатовић као келнер
- Владимир Аврамовић као конобар у хотелу
- Федор Ђоровић као момак 1
- Оливера Перуничић као топ риба у клубу
- Слађана Влајовић као жена
- Лука Јовановић као Жеравичин момак
- Андрија Цимеша као беба Милош
- пас Кенди

## Епизоде
| Бр. у серији | Бр. у сезони | Назив          | Редитељ      | Сценариста      | Премијерно емитовање |
| --- | ------------ | -------------- | ------------ | --------------- | -------------------- |
| 56 | 1            | „Епизода 6.1”  | Милош Кодемо | Наташа Дракулић | 18. фебруар 2023.    |
| Александар Јаковљевић је након сусрета са Рамаданом и Цурнајем завршио у болници. Марјановић је сада постао министар полиције и спрема се за премештај. Опрашта се од Зорана и Мирка. Зоран се навикава на нову функцију директора полиције, а Мирко на место начелника. После обрачуна са Цурнајем, Мирко је по налогу Марјановића одвео Александра у болницу. Упознајемо Ненада и Лава којима је коцка одавно престала да буде забава и постала центар света. Да би добио новац од мајке, Лав се претвара да му је мобилни телефон украден и тражи новац за нови. Александар је у болници под јаким лековима. Ненад је у коцкарници где покушава да освоји новац који дугује зеленашима, знајући да има рок до краја месеца да га врати. Десило се прво убиство - убијена је Ненадова мајка Жељка. Сава покушава да реши како је дошло до убиства. Мирко покушава да од Марјановића сазна како је Александру. Ненад сазнаје да му је мајка убијена, а током сведочења лаже да је у време убиства био са девојком Еленом. Она такође потврђује његову причу. Марјановић је током састанка замолио Цурнаја да не убије Александра, а да ће му заузврат дати оно што је тражио и да ће све средити. Жеравица даје до знања Марјановићу да је он сада главни и да треба да га саслуша.                                                    |              |                |              |                 |                      |
| 57 | 2            | „Епизода 6.2”  | Милош Кодемо | Наташа Дракулић | 19. фебруар 2023.    |
| Александрово стање у психијатријској болници је непромењено и не жели да разговара са лекаром. Пошто је доживео нервни слом, проводи дане на тешким лековима. Мирко среће Дуњу и каже јој да је у болници. Гризе га савест јер је помогао Марјановићу да га смести у приватну психијатријску клинику. Витко покушава да пронађе оружје у близини места убиства. Ненад наставља да лаже полицију о томе где се налазио у време убиства његове мајке. Објашњава да је био зависник од коцкања, али се опоравио након што је упознао своју девојку Елену и лечио се. После тога, Елена потврђује његову причу и даје му покриће за све. Дуња се састаје са лекаром са психијатријске клинике где се Александар налази како би сазнала све податке о њему. Витко проналази оружје којим је извршено убиство. Ненад лаже девојку да иде у шетњу, али одлази у казино где га чекају Димитрије и Цветин, пиљари којима дугује новац. Марјановић се састаје са Ханом Хоти, генералном директорком израелског друштва које треба да преузме "Ситиленд". Елена схвата да јој је Ненад украо новац и покушава да га избаци из стана. Међутим, пошто је запретио да ће се убити, она га зауставља. После састанка са Ханом, Марјановић наређује свом човеку да прати сваки њен корак.                                                               |              |                |              |                 |                      |
| 58 | 3            | „Епизода 6.3”  | Милош Кодемо | Наташа Дракулић | 25. фебруар 2023.    |
| Током обрачуна са Рамаданом, Цурнај гађа Александра, али му Жеравица говори да га остави живог. Заузврат, Марјановић је обећао да ће урадити шта год од њега траже. Лав наставља да тражи новац од своје мајке. Забринута је за његову сестру Јовану јер мисли да јој је узела несталу огрлицу. Сава је закључио да је умешан један извршилац и да није професионалац. Мирко тражи да доведу Ненада како би му узели отиске прстију и стопала и детаљније га испитали. Јелена се после одмора вратила на посао и ту затекла Раду која се вратила на посао да помогне Сави. Дуња прича Мирку шта је чула од Александровог лекара. Александрар још увек није расположен за разговор са лекаром. Лекар му показује свеску на којој пише "Дуња и Мирко мисле на тебе!". Све о Ненаду полиција покушава да сазна од његовог бившег шефа. Лавова мајка упознаје његовог друга Цолета и сазнаје да је све време лагао да је време проводио време учећи код њега. Марјановић посећује Обрадовићку да тражи помоћ. Цурнај и Рамадан се састају са Ханом. После поруке коју је прочитао у ординацији, Александар одлучује да више не узима лекове и уместо тога просипа лек по поду. |              |                |              |                 |                      |
| 59 | 4            | „Епизода 6.4”  | Милош Кодемо | Наташа Дракулић | 26. фебруар 2023.    |
| Пошто је наредио убиство Рамадана, Цурнај одлази код Жеравице. Предлаже да се неко време сакрије, а да ће Марјановић учинити све што траже да заштити Александра. Лав је недоступан, а мајка покушава да га пронађе. Обрадовићка тражи од Вукашина да буде са њом сада када јој је најпотребнији јер мора да уради озбиљну и опасну ствар. Лав среће Цолета и признаје му да дугује 20.000 евра. Он га пита за преноћиште јер не жели да се врати мајци сада када зна. Полиција је сазнала да Ненад има везе са Димитријем и Цветином који су зеленаши. Мирко тражи да се Ненаду обезбеди заступник како би они обавили саслушање. Александар је на првом разговору код лекара. Сава моли Јелену да се помири са Радом и да јој буде лепо због њега. Лавова мајка пријављује његов нестанак. Полиција покушава да истражује да ли то има везе са Ненадовим случајем јер их повезује коцкање. Мирко и Горан испитују Ненада. Тада сазнају да је његова девојка Елена нестала. Мирко јавља Јелени да је Александар у невољи јер се замерио опасним људима. Дуња сазнаје оптимистичне вести о Александру. Лав краде торбу од случајног пролазника на улици и бежи, али убрзо у коцкарници губи и тај новац. Цурнај ужива у клубу када у једном тренутку неко покушава да га убије.                                                         |              |                |              |                 |                      |
| 60 | 5            | „Епизода 6.5”  | Милош Кодемо | Наташа Дракулић | 4. март 2023.        |
| Након атентата на Цурнаја, у клуб долази полиција како би извршила увиђај: у клубу су убијене две особе, девојка и атентатор на Цурнаја. Цурнај покушава да сазна ко је покушао да га убије. Зоран му обећава да ће сазнати, али да мора да сарађује. Жеравица испитује Марјановића да ли је имао неке везе са атентатом на Цурнаја. Жеравица упозорава Цурнаја да мора бити паметан и да ради све што му полиција тражи док се не потпишу папири. Александрово стање се побољшава и доктор жели да попусти терапију. Током сеансе му исписује и преноси Дуњину поруку да издржи. Цурнај са адвокатом стиже у полицију како би дао изјаву поводом пуцњаве. Лавов нестанак је званично потврђен. Јелена је пронашла име атентатора и резултате предаје Зорану. Сазнају да је припадао Зворниковом клану Бармени. Хана долази у посету код министра Марјановића јер је узнемирена због напада на Цурнаја. Лав се враћа кући и говори мајци да се плаши кад у тренутку неко позвони на врата. Горанов следећи корак да приведе зеленаше а пре тога је позвао инспекторку Миланку у помоћ како би решила случај око Лава. |              |                |              |                 |                      |
| 61 | 6            | „Епизода 6.6”  | Милош Кодемо | Наташа Дракулић | 5. март 2023.        |
| Миланка испитује Лавову мајку о њему, али она одбија да сарађује. Марјановић обећава Веси да ако настави да ради посао како треба, да ће добити ексклузиву какву до сад нико није имао. Витко проналази Елену и одводи је у полицију. Мирко тражи од Дуње да преко свог пријатеља доктора достави Александру једну информацију. Миланка саслушава Лава, али је и даље убеђена да постоје информације које је изоставио, поготово имена особа од којих је позајмио новац. Зеленаше Димитрија и Цветина приводи полиција због неодазивања на информативни разговор. Обрадовићка долази код Марјановића и говори му да пренесе да је одлучила да ће урадити шта треба. Хана предлаже Цурнају да се склони на неко време док не прође цео процес око Ситиленда. По Лава долази полиција и приводи га због пљачке особе на улици. На саслушању Ненада, Мишко се присећа да је био у казину са њим, у ноћи кад му је убијена мајка. Димитрије не жели да призна да познаје Ненада, нити да му је позајмљивао новац. Цурнајев човек проналази Марјановићевог човека и пуца у њега. |              |                |              |                 |                      |
| 62 | 7            | „Епизода 6.7”  | Милош Кодемо | Наташа Дракулић | 11. март 2023.       |
| Марјановић разрађује план са Мишком и Зораном како да Цурнаја и екипу ставе иза решетака. Мишко мора да припреми оптужницу. Марјановић сазнаје да је убијен његов човек Видан. Полиција стиже на место злочина и покушава да сазна шта се догодило. Марјановић тражи од Мирка да сакрије чињеницу да је Видан за њега радио приватно како би заштитили Александра. Александар одлази на нову сеансу, међутим везује доктора и напада особу која га је чувала у име Жеравице. Након тога бежи са клинике. Обрадовићка одлази код Мишка и пред камером признаје све прљаве послове које је радила за Цурнаја и његове блиске сараднике - признаје одговорност за смрт Александровог оца Милета кога је према њеним сазнањима убио Цурнај. Њен разлог за помагање је био новац који је примала јер јој је био потребан за лечење сина кога су управо они навукли на дрогу. Жеравица мисли да је Марјановић склонио Александра и прети му да ће бити мртав ако га пронађе. Дуња и Мирко покушавају да сазнају од лекара како је Александар успео да побегне. Марјановић пропитује Јелену да ли је видела Александра након што је побегао са клинике. Ненад одбија да призна полицији да дугује било шта зеленашима. Дуњу на путу ка кући пресреће Александар.                                                                               |              |                |              |                 |                      |
| 63 | 8            | „Епизода 6.8”  | Милош Кодемо | Наташа Дракулић | 12. март 2023.       |
| Александар је код Дуње. Она му објашњава да је др Милутин на њиховој страни и да се нада да неће имати ного проблема због Александровог бекства. Дуња га испитује за сина где се налази и шта планира даље да ради. Александар не може да схвати зашто га је Марјановић сместио у клинику. Марјановић има три дана да се побрине за Цурнаја иначе договор отпада. Мирко због свега што му се дешава не стиже да буде са породицом што ствара додатне проблеме. Витко одлази у хотел где је смештен Цурнај али га не затиче тамо. Међутим, путем камера све то гледа Жеравица и говори својим људима да знају шта треба да раде. Доктор је након инцидента са Александром добио отказ у психијатријској клиници. Драгош се налази са Ханом како би разговарали о послу и припремили све што је потребно. Цурнају његови људи доводе Бађу који је тек изашао из затвора, како би га испитао ко је наредио атентат на њега. Александар се појављује у полицијској станици и од полицајца Станка тражи да чува Јелену. У исто време синдикат се буни јер сматрају да се истрага убиства полицајца не спроводи добро. Горан и Влада испитују власника коцкарнице Крста о куповини слот машина од Димитрија. Лав, иако је обећао да ће се променити, наставља све по старом. Жеравица јавља Цурнају да је казна стигла онога који је забрљао. |              |                |              |                 |                      |
| 64 | 9            | „Епизода 6.9”  | Милош Кодемо | Наташа Дракулић | 18. март 2023.       |
| Мирко препричава Александру шта се догађало док није био ту и како је текло саслушање Цурнаја. Александар је убеђен да Марјановић и Жеравица сарађују; спреман је на све да једном заувек заврши са убицама његовог оца. Миланка одлази у казино како би на лицу места извидела ситуацију са власником и зеленашима. Марјановић посећује Обрадовићку како би јој предочио да имају огроман проблем и да су у великој опасности. Дуња сазнаје за убиство доктора и криви Александра за његову смрт. Јелена након анализе зрна из тела убијеног долази до новог открића. Зоран упозорава Горана да треба да буде спреман на све и упозорава га на Мирково понашање. Последице Ненадових поступака одразиће се на његов посао. Лав добија нове претње због дуга. Александар уз помоћ Станка долази до Жеравице. |              |                |              |                 |                      |
| 65 | 10           | „Епизода 6.10” | Милош Кодемо | Наташа Дракулић | 19. март 2023.       |
| Мирко хитно одлази код Марјановића јер је забринут за Александра. Хана је бесна због промена које су настале у плану поводом преузимања Ситиленда. Нуди Драгошу понуду коју не може да одбије. Лав је спреман да врати дуг. Са друге стране Ненаду и даље не иде у коцкарницу и не може да прикупи новац. Обрадовићка је у паници. Александар се приближава мети. Марјановић подмеће пожар и лажира жртве како би купио време. Затим преузима доказе са сигурносних камера Александровог обрачуна. Јаковљевић прикупља податке од Бајовића. Јелена ће доживети непријатан сусрет. |              |                |              |                 |                      |
| 66 | 11           | „Епизода 6.11” | Милош Кодемо | Наташа Дракулић | 25. март 2023.       |
| Бађо сазнаје податке које је тражио Цурнај. Испоставља се да је његов човек Бахрем прешао да ради за Зворника и платио убицу да пуца на њега у клубу. Лавов дуг је враћен. Предају новца између Магдалене и Цветина посматра Витко и слика. Зоран тражи од Марјановића да се хитно виде. Сава је забринут за Јелену јер се не јавља на телефон и није дошла на посао. Витко проналази у колима испред Јелениног стана убијеног колегу Станка. Обрадовићка и њен син Михајло су на сигурном. Обрадовићка се каје због својих дела које је чинила како би заштитила сина. Марјановић сазнаје да је Станко убијен, а Јелена нестала. Зоран му говори за свој сусрет са Цурнајем. Хана прети Драгошу да ће одустати од посла уколико Цурнај не заврши свој део. Елена сазнаје за Ненадову нову лаж док он покушава хитно да прода стан који је наследио од мајке. Александар се распитује о Јелени код Мирка и одлучује да разговара са Марјановићем. Полиција долази до везе између Ненада и Лава. Цурнај тражи размену - Јаковљевића за Јелену. |              |                |              |                 |                      |
| 67 | 12           | „Епизода 6.12” | Милош Кодемо | Наташа Дракулић | 26. март 2023.       |
| Александар и Марјановић се састају на гробу његових родитеља. Лав и Магдалена су приведени и Сава проверава његове отиске. Горан испитује Лава о његовој комуникацији са Ненадом док Лав одбија да сарађује. Драгош се налази са Зораном и жели да сарађује. Јеленина мајка стиже у полицију и траже да јој објасне где јој је нестала ћерка. Након Лава, Горан испитује Ненада. Пре него што Драгош треба све да призна, Цурнај га зове и тражи Александра како би му рекао да мора да дође ако жели да види Јелену. Марјановић јавља Хани да је све решено са његове стране и да сада само Цурнај треба да потпише. Миланка стиже у казино. Дуња и Мирко одлучују да помогну Александру. Александар долази на место договора. Мишко и Мирко откривају ко је Цурнајева кртица у полицији. Лав коначно открива како се познаје са Ненадом и шта је урадио за њега. Следи коначни обрачун између Цурнаја и Александра. |              |                |              |                 |                      |

## Филмска екипа
- Режија: Милош Кодемо
- Сценарио: Наташа Дракулић
- Продуценти: Предраг Гага Антонијевић
 Макса Ћатовић
- Извршни продуцент: Петар Вукашиновић 
 Милош Кодемо
 Сара Маринковић
- Директор серије: Бранкица Ралић Срећковић
- Директор Фотографије: Алекса Радуновић
- Монтажа: Филип Дедић
- Композитор: Александра Ковач
 Роман Горшек
- Костим: Ана Мићковић
- Сценографија: Ненад Ждеро
- Помоћник режије: Горан Филипаш 
 Александар Јанковић
- Продукција: Телеком Србија 
 Извршна продукција Данделион продакшн 
Филм данас